# Kurt Schneckendorf
Kurt Schneckendorf (* 19. September 1908 in Darmstadt; † 21. Mai 2005 in Nürnberg) war ein deutscher Architekt und Baubeamter. Er war zunächst vom Neuen Bauen beeinflusst, später aber auch am gemäßigten Traditionalismus orientiert und maßgeblich am Wiederaufbau der Stadt Nürnberg beteiligt.

Neues Rathaus, Hauptmarkt 18

## Leben
Kurt Schneckendorf, Sohn von Josef Emil Schneckendorf, war ein Schüler der Stuttgarter Schule. Er studierte 1927 bis 1929 an der Technischen Hochschule Stuttgart bei Paul Schmitthenner und dann 1930 bis 1931 an der Technischen Hochschule München bei Robert Vorhoelzer; er war insofern auch stark durch die Vorhoelzer'sche Postbauschule geprägt. Schneckendorf war 1932 als Baureferendar bei der Oberpostdirektion Nürnberg tätig. 1933 wurde er wegen seiner regimekritischen Haltung aus dem Postdienst entlassen und arbeitete 1933 bis 1935 als freischaffender Architekt in Nürnberg. 1935 wurde er vom damaligen Nürnberger Baureferenten Walter Brugmann in das städtische Hochbauamt geholt und der Abteilung von Heinz Schmeißner zugeteilt, in welcher er für die Hochbauten des neu angelegten Tiergartens verantwortlich zeichnete. 1940 bis 1945 stand er als Soldat im Zweiten Weltkrieg und in Kriegsgefangenschaft. Als Unbelasteter konnte Schneckendorf, der 1945 wieder in den Dienst der Stadt Nürnberg trat, 1949 durch einen Aufenthalt in den Vereinigten Staaten unterbrochen, nach Kriegsende unter dem wiedereingesetzten Baureferenten Schmeißner schnell aufsteigen. 1954 wurde er Leiter des Hochbauamtes. 1960 schied er auf eigenen Wunsch aus und betätigte sich wieder freischaffend.

## Werk (Auswahl)
- 1936–1940: Hochbauten im Tiergarten (u. a. Eingangs- und Kassengebäude, Nilpferdhaus, Affenhaus, Raubtierhaus, Elefantenhaus)[2]
- 1950: Varietétheater für die US-Truppen in der Treustraße
- 1951–1956: Neues Rathaus, Hauptmarkt 18 (genannt „Schneckendorf-Bau“)[3]
- 1955: Bettenhochhaus im Nordklinikum (genannt „Y-Bau“)
- 1957–1959: Schauspielhaus (Sanierung/Wiederherstellung und Erweiterungsbauten)
- 1956–1959: Erweiterungsbauten des Schlachthofs